# Kevin Garnett
Kevin Maurice Garnett (* 19. Mai 1976 in Mauldin, South Carolina) ist ein ehemaliger US-amerikanischer Basketballspieler, der von 1995 bis 2016 unter anderem für die Minnesota Timberwolves und die Boston Celtics in der National Basketball Association (NBA) aktiv war.
Garnett galt lange als einer der besten Spieler der NBA und ist 15-facher All-Star. Er wurde 9-mal ins All-NBA Team und 12-mal ins All-Defensive Team gewählt. In der Saison 2003/04 wurde er MVP der Liga, im Jahr 2008 konnte er mit den Celtics die NBA-Meisterschaft gewinnen. 2020 wurde Garnett als Spieler in die Naismith Memorial Basketball Hall of Fame aufgenommen.

## Karriere

### High School
Kevin Garnett spielte für die Mauldin High School Basketball. In seinem Sophomore-Jahr auf der Schule geriet Garnett in einen Kampf zwischen weißen und afroamerikanischen Schülern und wurde, obwohl nicht direkt in den Kampf involviert, verhaftet. Auf Grund dieser rassistisch motivierten Auseinandersetzung und der Gefahr, zur Zielscheibe zu werden, entschied sich Garnett, die Mauldin High School zu verlassen. Er wechselte auf die Farragut Career Academy in Chicago, Illinois und führte die Schule zu 28 Siegen in 30 Spielen, was zu seiner Ernennung zum National High School Player of the Year durch die Zeitung USA Today führte. Außerdem wurde er dank seiner 25,2 Punkte, 17,9 Rebounds, 6,7 Assists und 6,5 Blocks pro Spiel zum Mr. Basketball des Staates Illinois ernannt.
In seinen vier Jahren High School Basketball erzielte Garnett 2.553 Punkte, holte 1.809 Rebounds und blockte 737 Würfe. Beim McDonald’s All-American Spiel verzeichnete er 18 Punkte, 11 Rebounds, 4 Assists und 3 Blocks, woraufhin er zum Most Outstanding Player des Turniers ernannt wurde und sich kurz darauf für den NBA Draft 1995 anmeldete. Die letzten Spieler, die direkt aus der High School in die NBA gedraftet wurden, waren Moses Malone und Darryl Dawkins vor mehr als 20 Jahren gewesen.

### Minnesota Timberwolves (1995–2007)
Die Minnesota Timberwolves sicherten sich die Rechte an dem jungen Ausnahmetalent Kevin Garnett mit dem 5. Pick im NBA Draft 1995. Somit wurde er der erste Spieler seit 1975, der direkt aus der High School in die NBA gedraftet wurde und das mit der bis dato höchsten Draftposition eines High School-Spielers. Garnett schaffte nicht sofort den Sprung zum Superstar wie Spieler, die Jahre nach ihm ebenfalls aus der High School in die NBA gedraftet wurden wie beispielsweise Kobe Bryant, LeBron James oder Dwight Howard, sondern musste sich erst von der Bank aus etablieren. Kobe Bryant erklärte jedoch, dass Garnetts Beispiel seinen Entschluss bekräftigt hätte, das College zu überspringen.
Schnell schaffte er es in die Startaufstellung und wurde auch prompt zum Anführer der Mannschaft. Für die Playoffs reichte es in seinem ersten Jahr nicht, doch er schaffte es in das NBA All-Rookie Second Team. Noch bevor die NBA-Saison 1996–1997 beginnen konnte, holten sich die Timberwolves den jungen Point Guard Stephon Marbury via Trade. Garnetts Punkteschnitt schoss von 10,4 Punkten im Vorjahr auf 17,0 Punkte pro Spiel und er wurde mit einer NBA-All-Star-Game-Teilnahme belohnt. Die Timberwolves schafften es zum ersten Mal seit ihrem Bestehen in die NBA Playoffs, doch sie konnten den Houston Rockets rund um Hakeem Olajuwon nichts entgegensetzen und mussten sich nach drei Spielen geschlagen geben.

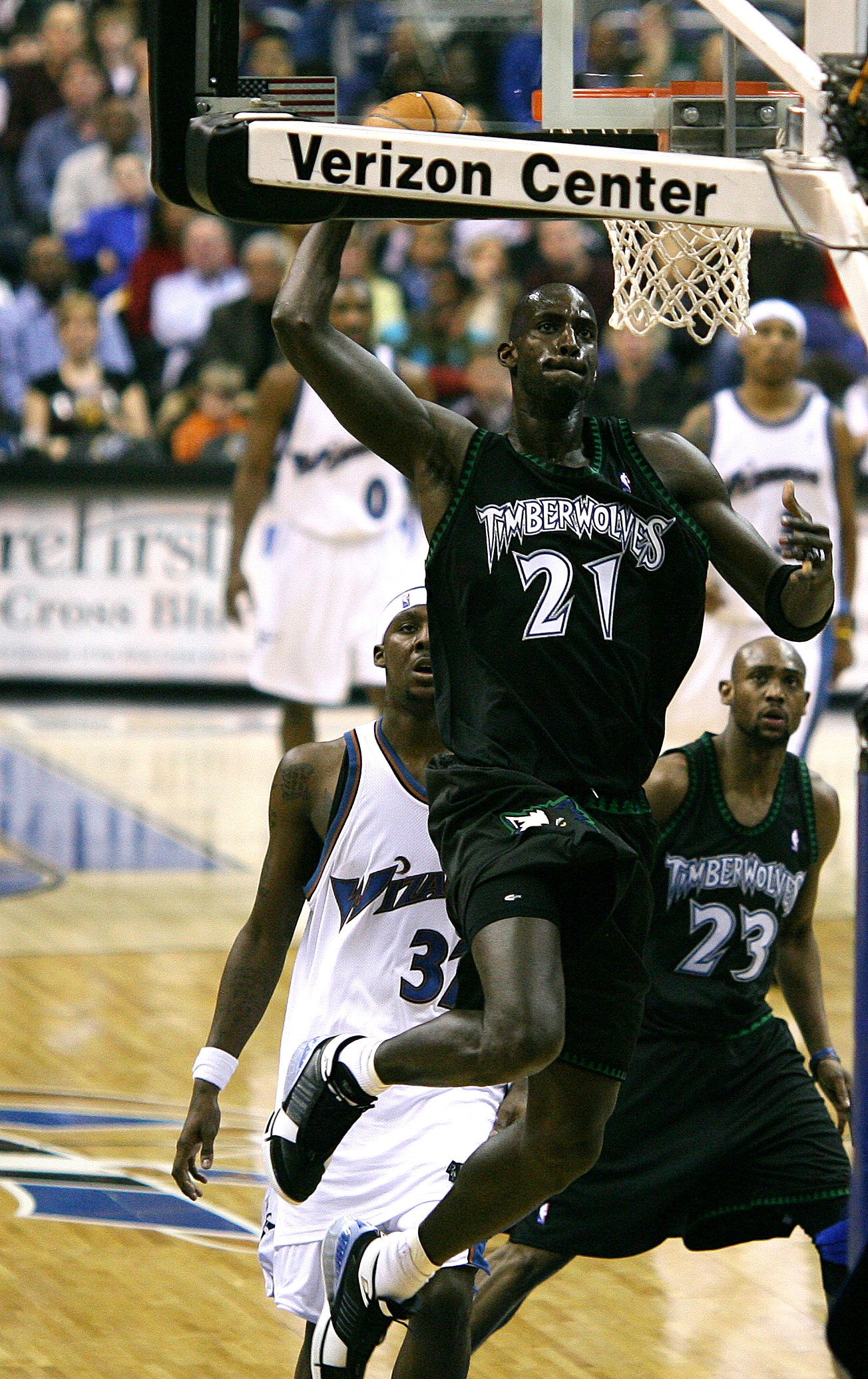
In der Saison 2003/04 wurde Garnett zum NBA-MVP gewählt

Während der NBA-Saison 1997–1998 verlängerte Garnett seinen Vertrag bei den Timberwolves auf sechs Jahre für insgesamt $ 126 Millionen. Ein in dieser Höhe noch nie dagewesener Vertrag sorgte für einigen Wirbel in den Medien und war angeblich einer der Gründe für den NBA Lockout, der ein Jahr später folgen sollte. Trotz des Medienrummels erhöhte Garnett seinen Schnitt auf 18,5 Punkte pro Spiel und verbuchte außerdem 9,6 Rebounds, 4,2 Assists, 1,8 Blocks und 1,7 Steals pro Spiel. Er wurde erneut zum All-Star gewählt, und die Timberwolves konnten erstmals seit ihrem Bestehen mehr Spiele in einer Saison gewinnen als sie verloren haben. Es reichte aber erneut nicht aus, um die erste Runde der NBA Playoffs zu überstehen. Die Timberwolves konnten zumindest zwei Spiele gewinnen und somit ihre ersten Siege in den Playoffs seit Bestehen des Teams erringen.
Die folgende Saison war wegen des Lockouts auf 50 Spiele verkürzt. Obwohl die Timberwolves Stephon Marbury getradet hatten, konnten sie sich für die Playoffs qualifizieren. Sie mussten sich den San Antonio Spurs, dem späteren NBA-Meister nach vier Spielen geschlagen geben. In der folgenden NBA-Saison von 1999–2000 verbesserte sich Garnett erneut: 22,9 Punkte, 11,8 Rebounds, 5 Assists, 1,6 Blocks und 1.5 Steals pro Spiel sicherten ihm seine erstmalige Berufung zum All-NBA 1st Team. Trotz 50 Siegen und der damit besten Saison in der Geschichte der Timberwolves reichte es ein weiteres Mal nicht, um aus der ersten Runde der NBA Playoffs zu kommen. Bevor die nächste Saison begann, wurde Malik Sealy, ein Spieler der Timberwolves, von einem betrunkenen Autofahrer angefahren und kam dabei um. Die Timberwolves nahmen Joe Smith unter Vertrag, doch die NBA erklärte dies für illegal und bestrafte das Team hart: ihnen wurden die nächsten drei Erst-Runden-Picks abgenommen, sie mussten $ 3.5 Millionen bezahlen, und General Manager Kevin McHale wurde für ein Jahr suspendiert. Dennoch gelang es Garnett, sein Team zu 47 Siegen zu führen, doch erneut war in der ersten Runde Schluss.
In der NBA-Saison 2001–2002 erzielte Garnett 21,2 Punkte, 12,1 Rebounds, 5,2 Assists, 1,6 Blocks und 1.2 Steals pro Spiel. Trotz aller Bemühungen mussten sich die Timberwolves erneut in der ersten Runde der NBA Playoffs geschlagen geben, diesmal bereits nach drei Spielen gegen die Dallas Mavericks rund um Steve Nash, Dirk Nowitzki und Michael Finley. Die nächste Saison war eine von Garnetts besten: 23 Punkte, 13 Rebounds, 6 Assists, 1,6 Blocks und 1.4 Steals pro Spiel sprachen eine deutliche Sprache. Belohnt wurde er mit seiner zweiten Wahl in das All-NBA 1st Team und dem zweiten Platz im Voting zum MVP der regulären Saison. Mit 51 Siegen konnten sie sich ein weiteres Mal für die Playoffs qualifizieren, doch nach sechs Spielen gegen die Los Angeles Lakers war in der ersten Runde bereits wieder Schluss.
In der NBA-Saison 2003–2004 schien es endlich besser für Garnett und die Timberwolves zu laufen. Bisher glich das Team mehr einer Ein-Mann-Show, doch diese Saison konnte sich das Team aus Minnesota mit Latrell Sprewell und Sam Cassell verstärken. Mit den besten Mitspielern, die er bis dahin hatte, erzielte Garnett 24,2 Punkte, 13,9 Rebounds, 5 Assists, 2,2 Blocks und 1.5 Steals pro Spiel. Die Timberwolves gewannen in dieser Saison so viele Spiele wie nie zuvor. Wegen dieser 58 Siege und Karrierebestleistungen in Punkten, Rebounds und Blocks wurde Garnett zum MVP der regulären Saison gewählt. In den NBA Playoffs gelang den Timberwolves endlich der langersehnte Sprung aus der ersten Runde nach fünf Spielen gegen die Denver Nuggets. In der zweiten Runde konnten sie sich nach sieben Spielen gegen die äußerst starken Sacramento Kings durchsetzen. In den Western Conference Finals mussten sie gegen die Los Angeles Lakers antreten, die sich nach sechs Spielen gegen die Timberwolves durchsetzen konnten.
Nach der bisher besten Saison seiner Karriere ging es vorerst nur noch bergab für Garnett. In der folgenden Saison konnten sich die Timberwolves nicht für die Playoffs qualifizieren, und eine weitere Saison später verließ Latrell Sprewell das Team, und Sam Cassell wurde getradet. Die Timberwolves konnten nur 33 Siege einfahren. Eine weitere Saison später reichte es nur noch für 32 Siege. In der Offseason wurden die ersten Gerüchte laut, dass Garnett in einem Trade zu haben wäre. Die Gerüchteküche brodelte geradezu.

### Boston Celtics (2007–2013)
Am 31. Juli 2007 wurde Kevin Garnett für Al Jefferson, Ryan Gomes, Sebastian Telfair, Gerald Green, Theo Ratliff, Bostons Erst-Runden-Pick 2009, Minnesotas Erst-Runden-Pick 2009 (aus einem früheren Trade) und Geld an die Boston Celtics getradet. Noch nie in der Geschichte der NBA wurden so viele Spieler für einen einzigen Spieler hergegeben. Am selben Tag verlängerte er seinen bis 2009 laufenden Vertrag vorzeitig um drei Jahre für 60 Mio. $. Da die Celtics sich auch Ray Allen holen konnten und bereits Paul Pierce in ihren Reihen hatten, waren sie einer der Favoriten auf die NBA-Meisterschaft. Man gab ihnen den Spitznamen „The Big Three“ – denselben, den früher Larry Bird, Kevin McHale und Robert Parish hatten. Da Garnetts bisherige Trikotnummer 21 von den Celtics nicht mehr vergeben wurde, entschied er sich fortan die Trikotnummer 5 zu tragen. In seinem ersten Spiel in einem Boston Celtics Trikot erzielte Garnett 22 Punkte und holte 20 Rebounds. Er bekam die meisten Stimmen im Fan Voting zum NBA All-Star Game 2008, doch wegen einer Verletzung konnte er nicht am Spiel teilnehmen. Am 8. März 2008 erzielte Garnett in einem Spiel gegen die Memphis Grizzlies den 20.000 Punkt seiner Karriere. Nach der Saison wurde er zum NBA Defensive Player of the Year ernannt. Garnett verhalf den Boston Celtics in weiterer Folge zu ihrer 17. NBA-Meisterschaft.

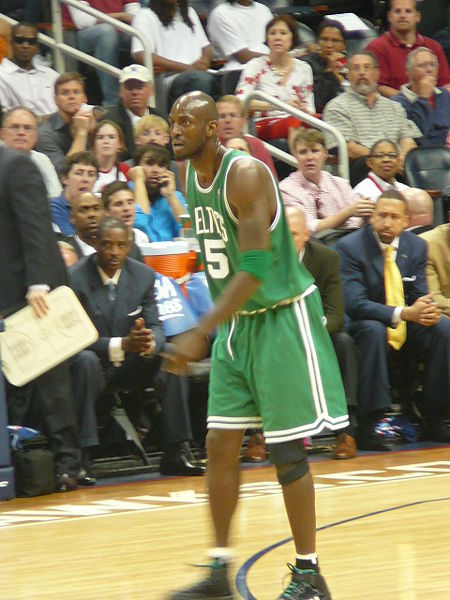
Garnett im Trikot der Celtics

In der NBA-Saison 2008–2009 wurde Garnett zum zwölften Mal in Folge zum NBA All-Star Game gewählt. Kurz nach dem All-Star Game verletzte sich Garnett bei einem Spiel gegen die Utah Jazz und musste 14 Spiele aussetzen. Nach seiner Rückkehr entschied er sich nach vier Spielen sicherheitshalber sein Knie auszukurieren und verpasste die restlichen 25 Spiele der regulären Saison sowie die Playoffs. Die Celtics mussten sich in der zweiten Runde den Orlando Magic geschlagen geben. In der folgenden NBA-Saison, 2009–2010, bekamen die Celtics Verstärkung in Form von Rasheed Wallace. Kevin Garnett wurde zum dreizehnten Mal in Folge zum All-Star gewählt. Die Celtics wurden das viertbeste Team in der Eastern Conference in dieser verletzungsgeplagten Saison und konnten sich in den NBA-Playoffs gegen die Miami Heat, die Cleveland Cavaliers und die Orlando Magic durchsetzen, ehe sie in den NBA Finals von den Los Angeles Lakers geschlagen wurden.
Im Sommer 2010 verstärkten sich die Celtics unter anderem mit den ehemaligen All-Stars Shaquille O’Neal und Jermaine O’Neal. Garnett wurde in dieser Saison zum 14. Mal für das All-Star Game nominiert und beendete die Saison 2010–2011 mit den Celtics hinter den Chicago Bulls und den Miami Heat als Dritter in der Eastern Conference. In der ersten Runde der NBA Playoffs 2011 sweepten die Celtics die New York Knicks, ehe sie in der zweiten Runde den Miami Heat mit ihren drei Superstars LeBron James, Dwyane Wade und Chris Bosh unterlagen.
Trotz des Karriereendes von Shaquille O’Neal, des verletzungsbedingten Saisonaus von Jeff Green und des straffen Spielplans im Zuge des Lockouts konnten sich die alternden Celtics in der Saison 2011–2012 einmal mehr für NBA Playoffs qualifizieren. Als ein Grund dafür wird das Spiel Garnetts als Center angesehen, mit dem er in der Saison bessere Statistiken aufstellte als zuvor auf der Position des Power Forward. Er konnte mit 19,2 Punkten und 10,4 Rebounds an frühere Leistungen anknüpfen und führte die Celtics nach Siegen über die Atlanta Hawks (4-2) und die Philadelphia 76ers (4-3) in die Eastern Conference Finals. Gegen den späteren NBA Champion Miami Heat unterlagen die Celtics allerdings knapp mit 3-4, nachdem sie zwischenzeitlich mit 3-2 führten.
Nach der Saison entschieden sich die Boston Celtics, den Vertrag mit Garnett um weitere drei Jahre zu verlängern. Der neue Vertrag sollte ihm 34 Millionen Dollar einbringen und ihn zu dem NBA-Profi mit den höchsten Karriereeinnahmen machen. Damals lag Garnett mit geschätzten 291 Millionen Dollar nur knapp hinter den 292 Millionen Dollar, die Shaquille O’Neal in seiner Profikarriere in der NBA verdient hat.

### Brooklyn Nets (2013–2015)
Am 12. Juli 2013 wurde Garnett zusammen mit Paul Pierce und Jason Terry zu den Brooklyn Nets getauscht. Im Gegenzug wurden unter anderem Gerald Wallace und Kris Humphries nach Boston geschickt. Bei den Nets trug er die Rückennummer 2. Mit den Nets erreichte er 2014 die zweite Playoffrunde. Doch im Zuge des Neuaufbaus der Nets und wegen seines fortgeschrittenen Alters erhielt Garnett immer weniger Spieleanteile.

### Minnesota Timberwolves (2015–2016)
Am 19. Februar 2015 kehrte Garnett zu den Timberwolves zurück. Dafür verzichtete Garnett auf seine No-Trade-Klausel. Im Gegenzug wechselte Thaddeus Young nach Brooklyn. Garnett sollte in dem jungen Team um Andrew Wiggins, Zach LaVine und (seit der Saison 2015–16) Karl-Anthony Towns die Rolle des Mentors spielen sowie die Mitspieler mit seiner Energie inspirieren. Am 11. Dezember 2015 überholte Garnett den bisherigen Rekordhalter für Defensivrebounds, Karl Malone und führte nun mit 11.453 Defensivrebounds die ewige NBA-Bestenliste an. Sportlich war die Saison Garnetts schwächste, er spielte auf Grund einer Knieverletzung nur in 38 Spielen mit und erzielte mit 3,2 Punkte und 3,9 Rebounds im Schnitt, seine schwächsten Werte.
Am 23. September 2016 wurde Garnetts Rücktritt aus der NBA verkündet.

## Erfolge und Auszeichnungen
- NBA-Meisterschaft: 2008
- NBA Most Valuable Player: 2004
- NBA Defensive Player of the Year: 2008
- NBA All-Star Game MVP: 2003
- 15× NBA All-Star: 1997, 1998, 2000–2011, 2013
- 9× All-NBA Team
  - 4× First Team: 2000, 2003, 2004, 2008
  - 3× Second Team 2001, 2002, 2005
  - 2× Third Team 1999, 2007
- 12× All-NBA Defensive Team
  - 9× First Team: 2000–2005, 2008–2009, 2011
  - 3× Second Team: 2006–2007, 2012
- NBA All-Rookie Second Team: 1996
- J. Walter Kennedy Citizenship Award: 2006
- Aufnahme in die Naismith Memorial Basketball Hall of Fame: 2020
- Zurückgezogen Trikotnummern Nr. 5 bei den Boston Celtics

## NBA-Statistiken und Rekorde
Kevin Garnett ist der erste Spieler in der NBA-Geschichte, der durchschnittlich (mindestens) 20 Punkte, 10 Rebounds und 5 Assists pro Spiel in 6 aufeinanderfolgenden Saisons (1999–2005) erreichte. Er ist auch der erste Spieler, der in allen 5 Kategorien (Punkte, Rebounds, Assists, Steals und Blocks) mindestens in den Top 50 der ewigen Bestenliste aufgeführt wird.
Garnett ist der einzige Spieler in der NBA-Geschichte, der mindestens 26.000 Punkte, 14.600 Rebounds, 5.400 Assists, 1.800 Steals und 2.000 Blocks gesammelt hat. Zudem ist er der 16. Spieler, der in seiner Karriere mehr als 25.000 Punkte erzielte.
Während des All-Star Spiels 2003, bei dem er anschließend zum All-Star-MVP ausgezeichnet wurde, erzielte Garnett die neunthöchste Punktzahl: 37. Der 1962 aufgestellte Rekord von Wilt Chamberlain liegt bei 42 Punkten.
Reguläre Saison: (Stand: 17. Februar 2020)
Spielzeiten: 21 (Rang: 2)
Spiele: 1462 (Rang: 7)
Minuten: 50.418 (Rang: 4)
Punkte: 26.071 (Rang: 17)
Rebounds: 14.662 (Rang: 9)
Assists: 5.445 (Rang: 50)
Steals: 1.859 (Rang: 18)
Blocks: 2.037 (Rang: 18)
Freiwürfe: 4.887 (Rang: 39)

Playoffs:
Spiele: 143
Punkte: 2601
Rebounds: 1534
Assists: 471
Steals: 178
Blocks: 186

## Sonstiges
Kevin Garnett war dafür bekannt, dass er auch Würfe blockte, die nach dem Pfiff des Schiedsrichters geworfen wurden. Er begründete es damit, dass er versuchte, so den Rhythmus der Gegenspieler zu unterbrechen.

## Karriere-Statistiken
| Legende | Legende                                        | Legende | Legende                                                     | Legende | Legende                                          |
| ------- | ---------------------------------------------- | ------- | ----------------------------------------------------------- | ------- | ------------------------------------------------ |
| GP      | Absolvierte Spiele (Games played)              | GS      | Spiele von Beginn an (Games started)                        | MPG     | Absolvierte Minuten pro Spiel (Minutes per game) |
| FG %    | Wurfquote aus dem Feld (Field-goal percentage) | 3P %    | Wurfquote Drei-Punkte-Würfe (3-point field-goal percentage) | FT %    | Freiwurfquote (Free-throw percentage)            |
| RPG     | Rebounds pro Spiel (Rebounds per game)         | APG     | Assists pro Spiel (Assists per game)                        | SPG     | Steals pro Spiel (Steals per game)               |
| BPG     | Blocks pro Spiel (Blocks per game)             | PPG     | Punkte pro Spiel (Points per game)                          | FETT    | Karriere-Bestmarke                               |

### Hauptrunde
| Saison   | Team                 | GP   | GS   | MPG  | FG % | 3P % | FT % | RPG  | APG | SPG | BPG | PPG  |
| -------- | -------------------- | ---- | ---- | ---- | ---- | ---- | ---- | ---- | --- | --- | --- | ---- |
| 1995–96  | Minnesota            | 80   | 43   | 28.7 | .491 | .286 | .705 | 6.3  | 1.8 | 1.1 | 1.6 | 10.4 |
| 1996–97  | Minnesota            | 77   | 77   | 38.9 | .499 | .286 | .754 | 8.0  | 3.1 | 1.4 | 2.1 | 17.0 |
| 1997–98  | Minnesota            | 82   | 82   | 39.3 | .491 | .188 | .738 | 9.6  | 4.2 | 1.7 | 1.8 | 18.5 |
| 1998–99  | Minnesota            | 47   | 47   | 37.9 | .460 | .286 | .704 | 10.4 | 4.3 | 1.7 | 1.8 | 20.8 |
| 1999–00  | Minnesota            | 81   | 81   | 40.0 | .497 | .370 | .765 | 11.8 | 5.0 | 1.5 | 1.6 | 22.9 |
| 2000–01  | Minnesota            | 81   | 81   | 39.5 | .477 | .288 | .764 | 11.4 | 5.0 | 1.4 | 1.8 | 22.0 |
| 2001–02  | Minnesota            | 81   | 81   | 39.2 | .470 | .319 | .801 | 12.1 | 5.2 | 1.2 | 1.6 | 21.2 |
| 2002–03  | Minnesota            | 82   | 82   | 40.5 | .502 | .282 | .751 | 13.4 | 6.0 | 1.4 | 1.6 | 23.0 |
| 2003–04  | Minnesota            | 82   | 82   | 39.4 | .499 | .256 | .791 | 13.9 | 5.0 | 1.5 | 2.2 | 24.2 |
| 2004–05  | Minnesota            | 82   | 82   | 38.1 | .502 | .240 | .811 | 13.5 | 5.7 | 1.5 | 1.4 | 22.2 |
| 2005–06  | Minnesota            | 76   | 76   | 38.9 | .526 | .267 | .810 | 12.7 | 4.1 | 1.4 | 1.4 | 21.8 |
| 2006–07  | Minnesota            | 76   | 76   | 39.4 | .476 | .214 | .835 | 12.8 | 4.1 | 1.2 | 1.7 | 22.4 |
| 2007–08  | Boston               | 71   | 71   | 32.8 | .539 | .000 | .801 | 9.2  | 3.4 | 1.4 | 1.3 | 18.8 |
| 2008–09  | Boston               | 57   | 57   | 31.1 | .531 | .250 | .841 | 8.5  | 2.5 | 1.1 | 1.2 | 15.8 |
| 2009–10  | Boston               | 69   | 69   | 29.9 | .521 | .200 | .837 | 7.3  | 2.7 | 1.0 | 0.8 | 14.3 |
| 2010–11  | Boston               | 71   | 71   | 31.3 | .528 | .200 | .862 | 8.9  | 2.4 | 1.3 | 0.8 | 14.9 |
| 2011–12  | Boston               | 60   | 60   | 31.1 | .503 | .333 | .857 | 8.2  | 2.9 | 0.9 | 1.0 | 15.8 |
| 2012–13  | Boston               | 68   | 68   | 29.7 | .496 | .125 | .786 | 7.8  | 2.3 | 1.1 | 0.9 | 14.8 |
| 2013–14  | Brooklyn             | 54   | 54   | 20.5 | .441 | .000 | .809 | 6.6  | 1.5 | 0.8 | 0.7 | 6.5  |
| 2014–15  | Brooklyn / Minnesota | 47   | 47   | 20.3 | .467 | .143 | .800 | 6.6  | 1.6 | 1.0 | 0.4 | 6.9  |
| 2015–16  | Minnesota            | 38   | 38   | 14.6 | .470 | .000 | .667 | 3.9  | 1.6 | 0.7 | 0.3 | 3.2  |
| Gesamt   | Gesamt               | 1462 | 1425 | 34.5 | .497 | .275 | .789 | 10.0 | 3.7 | 1.3 | 1.4 | 17.8 |
| All-Star | All-Star             | 14   | 11   | 20.5 | .511 | .000 | .875 | 6.3  | 2.9 | 1.1 | 0.8 | 11.3 |

### Play-offs
| Saison  | Team      | GP  | GS  | MPG  | FG % | 3P %  | FT %  | RPG  | APG | SPG | BPG | PPG  |
| ------- | --------- | --- | --- | ---- | ---- | ----- | ----- | ---- | --- | --- | --- | ---- |
| 1996–97 | Minnesota | 3   | 3   | 41.7 | .471 | 1.000 | 1.000 | 9.3  | 3.7 | 1.3 | 1.0 | 17.3 |
| 1997–98 | Minnesota | 5   | 5   | 38.8 | .480 | –     | .778  | 9.6  | 4.0 | 0.8 | 2.4 | 15.8 |
| 1998–99 | Minnesota | 4   | 4   | 42.5 | .443 | .000  | .739  | 12.0 | 3.8 | 1.8 | 2.0 | 21.8 |
| 1999–00 | Minnesota | 4   | 4   | 42.8 | .385 | .667  | .813  | 10.8 | 8.8 | 1.3 | 0.8 | 18.8 |
| 2000–01 | Minnesota | 4   | 4   | 41.3 | .466 | .000  | .833  | 12.0 | 4.3 | 1.0 | 1.5 | 21.0 |
| 2001–02 | Minnesota | 3   | 3   | 43.3 | .429 | .500  | .719  | 18.7 | 5.0 | 1.7 | 1.7 | 24.0 |
| 2002–03 | Minnesota | 6   | 6   | 44.2 | .514 | .333  | .607  | 15.7 | 5.2 | 1.7 | 1.7 | 27.0 |
| 2003–04 | Minnesota | 18  | 18  | 43.5 | .452 | .313  | .776  | 14.6 | 5.1 | 1.3 | 2.3 | 24.3 |
| 2007–08 | Boston    | 26  | 26  | 38.0 | .495 | .250  | .810  | 10.5 | 3.3 | 1.3 | 1.1 | 20.4 |
| 2009–10 | Boston    | 23  | 23  | 33.3 | .495 | .000  | .839  | 7.4  | 2.5 | 1.1 | 0.9 | 15.0 |
| 2010–11 | Boston    | 9   | 9   | 36.4 | .441 | .000  | .759  | 10.9 | 2.6 | 1.9 | 1.0 | 14.9 |
| 2011–12 | Boston    | 20  | 20  | 36.9 | .497 | .250  | .813  | 10.3 | 1.5 | 1.2 | 1.5 | 19.2 |
| 2012–13 | Boston    | 6   | 6   | 35.3 | .500 | .000  | .941  | 13.7 | 3.5 | 0.8 | 1.0 | 12.7 |
| 2013–14 | Brooklyn  | 12  | 12  | 20.8 | .524 | .000  | .739  | 6.3  | 1.3 | 0.8 | 0.4 | 6.9  |
| Gesamt  | Gesamt    | 143 | 143 | 36.9 | .478 | .273  | .789  | 10.7 | 3.3 | 1.2 | 1.3 | 18.2 |